# Raffaele Scapinelli di Leguigno
Raffaele Scapinelli di Leguigno (Modena, 25 aprile 1858 – Forte dei Marmi, 16 settembre 1933) è stato un cardinale, arcivescovo cattolico e nobile italiano.

## Biografia
Raffaele Scapinelli di Leguigno studiò teologia e filosofia presso il seminario di Reggio Emilia e successivamente a Roma. Si laureò in diritto canonico e in diritto civile ricevendo nel 1881 l'ordinazione sacerdotale. Dopo ulteriori studi divenne nel 1887 professore di diritto canonico presso il seminario di Reggio Emilia; nel 1889 entrò come collaboratore nella Segreteria di Stato vaticana.
Dal 1891 al 1894 lavorò come segretario presso la nunziatura apostolica in Portogallo, e dal 1894 al 1905 assunse diversi incarichi nella nunziatura apostolica nei Paesi Bassi. Nel 1905 ebbe la nomina a protonotaro apostolico e a segretario della Commissione per la codifica del diritto canonico; nel 1908 gli venne affidato il medesimo incarico presso la Congregazione per gli Affari Ecclesiastici Straordinari. Fu inoltre consulente del Sant'Uffizio e della Congregazione Concistoriale.
Nel 1912 papa Pio X lo nominò nunzio apostolico in Austria-Ungheria e arcivescovo titolare di Laodicea di Siria. Ricevette la consacrazione episcopale dal cardinale Rafael Merry del Val y Zulueta. Fu creato cardinale da Benedetto XV nel concistoro del 6 dicembre 1915 con il titolo di San Girolamo degli Schiavoni. Nel 1918 venne nominato prefetto della Congregazione per i Religiosi.
Morì a Forte dei Marmi il 16 settembre 1933 all'età di 75 anni. Dopo le esequie, la salma venne tumulata nel sacello di Propaganda Fide nel cimitero del Verano.
Il nipote Giovanni Battista Scapinelli di Leguigno, figlio del fratello Alessandro, fu arcivescovo titolare di Laodicea al Libano.

## Genealogia episcopale e successione apostolica
La genealogia episcopale è:
- Cardinale Scipione Rebiba
- Cardinale Giulio Antonio Santori
- Cardinale Girolamo Bernerio, O.P.
- Arcivescovo Galeazzo Sanvitale
- Cardinale Ludovico Ludovisi
- Cardinale Luigi Caetani
- Cardinale Ulderico Carpegna
- Cardinale Paluzzo Paluzzi Altieri degli Albertoni
- Papa Benedetto XIII
- Papa Benedetto XIV
- Papa Clemente XIII
- Cardinale Bernardino Giraud
- Cardinale Alessandro Mattei
- Cardinale Pietro Francesco Galleffi
- Cardinale Giacomo Filippo Fransoni
- Cardinale Carlo Sacconi
- Cardinale Edward Henry Howard
- Cardinale Mariano Rampolla del Tindaro
- Cardinale Rafael Merry del Val
- Cardinale Raffaele Scapinelli di Leguigno

La successione apostolica è:
- Cardinale Friedrich Gustav Piffl (1913)